# Flúgos csapat
A Flúgos csapat (eredeti cím: Loonatics Unleashed) a népszerű Bolondos dallamok (Looney Tunes) 2005-től 2007-ig futott amerikai 2D-s számítógépes animációs sorozat, amelynek egyik spin-off sorozata volt. Adam Trevor Grant és Joseph Louis Grant készítették. A műsorban a népszerű és jól ismert figurák szerepelnek (Tapsi Hapsi, Dodó kacsa, Cucu malac stb.,) de most akciófilm stílusban. A sorozat továbbra is ugyanarra a "slapstick" humorra épít, mint az eredeti, csak "megfűszerezték" akcióval. 2 évadot élt meg 26 epizóddal. Amerikában a The WB és The CW csatornák vetítették. 30 perces (fél órás) egy epizód. Amerikában 2005. szeptember 17-től 2007. május 5-ig ment. Mind a két évadot kiadták DVD-n is. Magyarországon az RTL Klub adta a Kölyökklubban, de csak az első évad került bemutatásra.

## Szereplők
| Szereplő            | Eredeti hang                                              | Magyar hang        | Megjegyzés                         |
| ------------------- | --------------------------------------------------------- | ------------------ | ---------------------------------- |
| Ace Bunny           | Charlie Schlatter                                         | Pálmai Szabolcs    | Tapsi Hapsi leszármazottja.        |
| Lexi Bunny          | Jessica DiCicco                                           | Bogdányi Titanilla | Lola nyuszi leszármazottja.        |
| Danger Duck         | Jason Marsden                                             | Joó Gábor          | Dodó kacsa leszármazottja.         |
| Slam Tasmanian      | Kevin Michael Richardson                                  | Papucsek Vilmos    | A tasmán ördög leszármazottja.     |
| Tech E. Coyote      | Kevin Michael Richardson                                  | Megyeri János      | Vili leszármazottja.               |
| Rev Runner          | Rob Paulsen                                               | Szabó Máté         | Gyalogkakukk leszármazottja.       |
| Zadavia             | Candi Milo                                                | Zakariás Éva       |                                    |
| Mr. Leghorn         | Bill Farmer Rob Paulsen                                   | Kajtár Róbert      | Bóbita kakas leszármazottja.       |
| Gorlop              | Rob Paulsen                                               | –                  | Gossamer leszármazottja.           |
| Pierre Le Pew       | Maurice LaMarche                                          | –                  | Pepe Lö Pici leszármazottja.       |
| Ophiuchus Sam       | Maurice LaMarche                                          | –                  | Rissz-Rossz Sam leszármazottja.    |
| Grannicus királynő  | Candi Milo Kevin Michael Richardson (elváltoztatott hang) | –                  | Nagyi leszármazottja.              |
| Sylth Vester        | Joe Alaskey                                               | –                  | Szilveszter leszármazottja.        |
| The Royal Tweetums  | Joe Alaskey                                               | –                  | Csőrike leszármazottja.            |
| Melvin, a marslakó  | Joe Alaskey                                               | –                  | Marvin leszármazottja.             |
| Stoney              | Joe Alaskey                                               | –                  | Rocky leszármazottja.              |
| Bugsy               | James Arnold Taylor                                       | –                  | Mugsy leszármazottja.              |
| Pinkster Pig        | Bob Bergen                                                | –                  | Cucu malac leszármazottja.         |
| Electro J. Fudd     | Billy West                                                | –                  | Elmer J. Fudd leszármazottja.      |
| Sagittarius Stomper | Billy West                                                | –                  | Shropshire Slasher leszármazottja. |